# Império Sueco
A Suécia foi, entre 1611 e 1718, uma grande potência regional da Europa, dominando uma grande parte do Mar Báltico. Esse período ficou conhecido como Era do Império Sueco (em sueco Stormaktstiden; literalmente "A era da grande potência").
Durante alguns anos o país teve a sua maior área de sempre, com a conquista das províncias dinamarquesas da Escânia, Halândia, Blecíngia, e Gotlândia, das províncias norueguesas da Bohuslän, Herdália, Jemtlândia e Trontêmio, assim como dos territórios russos de Kexholm e da Íngria, das regiões bálticas da Livônia, e ainda das possessões alemãs da Pomerânia, Wismar e Bremen-Verden. A administração estatal e as forças armadas eram os pilares da nova ordem, com a nobreza a ocupar cargos importantes, a adquirir novos privilégios e a receber grandes doações. Os alemães continuaram a ter uma presença assinalável, acrescida nesta altura por escoceses e holandeses.

## Monarcas do Período do Império Sueco
- 1611-1632 - Gustavo II Adolfo (Gustav II Adolf)
- 1632-1654 - Cristina (Kristina)
- 1654-1660 - Carlos X Gustavo (Karl X)
- 1660-1697 - Carlos XI (Karl XI)
- 1697-1718 - Carlos XII (Karl XII)
- 1718-1720 - Ulrica Leonor (Ulrika Eleonora)
- 1720-1721 - Frederico I (Fredrik I)

## Emergência do Império Sueco
Durante o século XVII, a Suécia se transformou numa potência regional do mar Báltico, no continente europeu. Antes disso, o país era pobre, pouco povoado - com apenas 1 milhão de habitantes, com pouca importância.
Num período relativamente curto, tornou-se numa das nações líderes da Europa, pela ação do estadista Axel Oxenstierna e do monarca Gustavo II Adolfo, com territórios tomados do Império Russo, da União polaco-lituana e da Dinamarca-Noruega. Inclusivamente, a Suécia adquiriu uma colónia na América do Norte - a Nova Suécia, e outra na África - o cabo Corso.

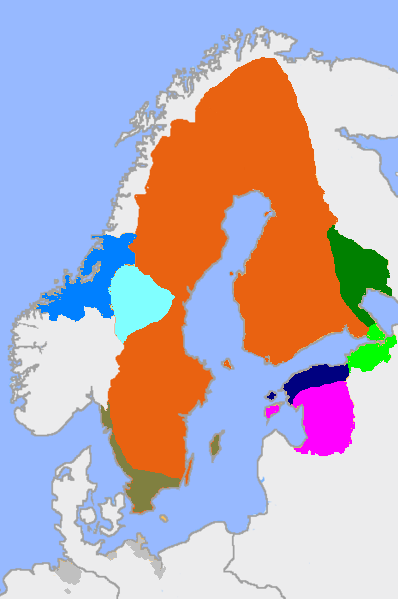
O Império Sueco com a sua maior dimensão, após o Tratado de Roskilde em 1658

Outro fator importante para a ascensão sueca foi seu envolvimento na Guerra dos Trinta Anos, que tornou o Reino Sueco no líder continental do protestantismo até ao declínio do império em 1721. Esta guerra, em que a Suécia enfrentou o Sacro Império Romano-Germânico, resultou na morte de um terço da população do Sacro Império e no seu declínio logo em seguida. Por outro lado, a Suécia conseguiu conquistar aproximadamente metade dos estados do Sacro Império. O plano de Gustavo Adolfo era de se tornar o novo imperador do Sacro Império sob a união da Escandinávia e dos estados sacros. Todavia, depois de sua morte em 1632 na Batalha de Lützen, as adversidades se tornaram bastante frequentes.
Períodos de poder intercalados com fraqueza alternaram-se várias vezes na guerra. Após a Batalha de Nördlingen, vários estados suecos controlados pelos germânicos excluíram-se da subordinação ao poder do Império Sueco, deixando-o com apenas alguns estados no norte da Alemanha. Depois da intervenção da França, que lutou ao lado dos suecos, a sorte mudou novamente. Enquanto a guerra continuava, tornava-se cada vez mais sangrenta e, ao terminar, uma grande parcela da população germânica havia morrido. Apesar de números exatos serem desconhecidos, historiadores estimam que pelo menos um terço da população alemã morreu no conflito.

### A Paz de Vestfália
Logo após o fim da Guerra dos Trinta Anos, o congresso da Paz de Vestfália em 1648 garantiu à Suécia territórios como reparações pela guerra. A Suécia exigiu a Silésia, a Pomerânia (que estava sob sua posse desde o Tratado de Estetino em 1630) e uma indenização de guerra no valor de 20 milhões de Riksdaler.

### Após a Segunda Guerra Nórdica
Após a vitória sobre o Reino da Dinamarca e Noruega, foi assinado na cidade de Roskilde na Dinamarca o Tratado de Roskilde em 1658, pelo qual a Suécia ganhou a Escânia, Blecíngia, Halândia, Bohuslän, Bornholm e Trontêmio. Nessa época o Império Sueco chegou ao máximo de sua expansão.